# Боттідда
Боттідда (італ. Bottidda, сард. Bottidda) — муніципалітет в Італії, у регіоні Сардинія,  провінція Сассарі.
Боттідда розташована на відстані близько 340 км на південний захід від Рима, 135 км на північ від Кальярі, 55 км на південний схід від Сассарі.
Населення — 713 осіб (2014).
Щорічний фестиваль відбувається 7 жовтня. Покровитель — Beata Vergine del Rosario.

## Демографія
Населення за роками:

Станом на 1 січня 2023 року в муніципалітеті офіційно проживало 12 іноземців з 3 країн, серед них 8 громадян країн Євросоюзу.

## Сусідні муніципалітети
- Боно
- Бонорва
- Бургос
- Еспорлату
- Іллораї
- Оротеллі